# Gymnophora fastigiorum
Gymnophora fastigiorum är en tvåvingeart som beskrevs av Schmitz 1952. Gymnophora fastigiorum ingår i släktet Gymnophora och familjen puckelflugor. Inga underarter finns listade i Catalogue of Life.